# Les Serments indiscrets
Les Serments indiscrets est une comédie en cinq actes et en prose de Marivaux créée pour la première fois le dimanche 8 juin 1732 par les Comédiens français ordinaires du roi.
Le sujet des Serments indiscrets a été rapproché de celui des deux Surprises de l’amour, mais Marivaux l’a réfuté écrivant que dans ces dernières pièces, « il s’agit d’amants qui s’aiment sans s’en douter, et qui ne reconnaissent leur amour qu’au moment où ils se l’avouent. Dans les Serments indiscrets, au contraire, les personnages savent fort bien qu’ils s’aiment ; mais ils ont juré de ne pas se le dire, et ils cherchent comment ils pourront s’expliquer sans se donner un démenti. »
Lorsque Les Serments indiscrets furent représentés à la Comédie-Française, il faisait chaud, le public s’impatienta, et la cabale aidant peut-être, le cinquième acte fut à peine écouté, mais la pièce fut écoutée avec faveur aux représentations suivantes. Elle valut également à son auteur nombre d’épigrammes ; même Lesage s’en mêla, faisant souhaiter à la Comédie-Française, dans une pièce qu’il faisait jouer alors à la Foire, d’être préservée de nouveaux Serments indiscrets. Cette pièce bien conduite, où l’action ne languit pas un moment, était une de celles que Marivaux aimait le mieux. Lors d’une reprise qui eut lieu plus tard, il refusa, bien qu’il eût corrigé volontiers d’autres pièces, d’y apporter aucune modification, mais iI se le tint pour dit et ne fit plus de pièce en cinq actes.

## Personnages
- Orgon, père de Lucile et de Phénice.
- Ergaste, père de Damis.
- Lucile, fille d’Orgon.
- Phénice, sœur de Lucile.
- Damis, fils d’Ergaste, amant de Lucile.
- Lisette, suivante de Lucile.
- Frontin, valet de Damis.
- Un domestique.

## L’intrigue
Un valet et une soubrette, qui ont intérêt à ce que leurs maîtres ne se marient pas, entretiennent en eux la sainte horreur du mariage. Comme les parents désirent beaucoup cette union, Damis et Lucile consentent à se voir, mais uniquement afin de convenir d’un prétexte pour ne pas se marier. Arrivé dans cette pensée au château où demeure Lucile, Damis demande, à peine descendu, à la voir, mais celle-ci avait déjà pris la précaution de lui écrire une lettre où elle lui expliquait les motifs qui lui faisaient désirer de ne pas devenir sa femme avant de se retirer dans un cabinet voisin et de charger Lisette de recevoir son futur. Damis exprime sa répugnance pour le mariage en général, et ne doute pas que Lucile ne la partage. — Prenez garde, lui dit Lisette. Lucile est fort jolie. — Belle ou laide, Damis est bien sûr de ne pas se laisser séduire par elle : il répond de son cœur. — Et moi du mien, dit Lucile, dont la vanité a été blessée, en sortant de sa cachette. Damis est quelque peu interloqué, car Lucile est charmante et spirituelle, et dans la conversation qui s’engage, ils sont prêts à changer complètement de sentiment. Mais Lisette, qui craint qu’ils ne s’entendent, se hâte de les prendre au mot, et de leur faire jurer qu’ils ne se marieront pas. À peine le serment est-il prononcé qu’ils se repentent. L’orgueil les empêche de revenir sur leur serment, et ils passent leur temps à user toutes leurs forces à lutter contre leur cœur pour ne pas se démentir. Pour sauver les apparences, Lucile a engagé Damis à faire la cour à sa sœur Phénice. Damis obéit, et Phénice prendrait cette cour au sérieux, si un valet ne l’avertissait à temps, et ne lui faisait remarquer que Damis et Lucile s’adorent, et ne sont séparés que par un sot amour-propre. Quant aux parents, ils sont tout disposés à unir Phénice et Damis, puisqu’ils paraissent se convenir. Mais Lucile se met en travers ; elle cherche à persuader sa sœur qu’elle ne sera pas heureuse avec Damis, et celle-ci, qui en veut un peu à Lucile de l’avoir exposée à s’éprendre du jeune homme, s’amuse à la tourmenter. À la fin, elle conduit Damis près de Lucile, elle lui ordonne de fléchir le genou devant sa sœur, et les force à convenir qu’ils s’aiment.